# 요주아 프랑수아 나우데
요주아 프랑수아 나우데(영어: Jozua François Naudé 아프리칸스어: Jozua François Naudé 프랑스어: Jozua François Naudé, 1889년 4월 15일 ~ 1969년 5월 31일)는 1967년부터 1968년까지 남아프리카 공화국 대통령 대리를 맡은 정치인이다.
그는 국민당에서 오랫동안 정치 활동을 해 왔는데, 그는 1950년부터 1954년까지 체신성 장관을 맡았고, 1954년부터 1958년까지는 보건성 장관을, 1958년부터 1961년까지는 재무성 장관을 맡았다. 그는 상원의장으로 선출되었으며, 1967년부터 10개월간 대통령에 당선되었으나 혼수상태에 빠져 사망한 된게스 때문에 공석이 된 남아프리카 대통령직을 대리하였다.
| 전임 (형식상)테오필루스 에벤하저 된게스 | 남아프리카 공화국의 대통령 권한대행 1967년 ~ 1968년 | 후임 야코부스 요하네스 포우체 |